# Font de les Basses (Sapeira)
La Font de les Basses és una font del terme municipal de Tremp, del Pallars Jussà, a l'antic terme ribagorçà de Sapeira, en territori del poble de Sapeira.
Està situada a 864 m d'altitud, al nord-est de Sapeira, al nord i a prop de la Torre del Senyor, al vessant sud-occidental de lo Tossal.